# Behind the Mask (canção)
"Behind The Mask" é uma canção do cantor norte-americano Michael Jackson, na verdade se trata de um cover da canção homônima da banda japonesa de synthpop Yellow Magic Orchestra, com algumas letras extras, gravado para o seu álbum de estúdio póstumo Michael. O lançamento do single deu-se no dia 11 de fevereiro de 2011, seu vídeo clipe foi lançado dia 14 de junho do mesmo ano, o vídeo clipe traz imagens de fãs de Jackson do mundo todo fazendo passos famosos do cantor, vestindo roupas inspiradas em Jackson e dublando a música, foi lançado no site de Jackson um projeto titulado "The Behind The Mask Project" que fãs poderiam de alguma forma participar de um Vídeo Clipe do astro mandando vídeos caseiros que seriam produzidos e incluídos no clipe, no fim, mais de 200 mil selecionados, Behind The Mask Recebeu crítica positiva, sendo uma das melhores músicas do álbum
O álbum já teve dois outros clipes. "Hollywood Tonight" acompanha uma jovem dançarina que luta para fazer sucesso - os passos da coreografia também são inspirados em danças de Jackson. Já o primeiro clipe do disco, "Hold My Hand", trazia imagens de arquivo de Jackson misturadas com gravações de crianças e cenas de felicidade em várias culturas.
Em sua semana de lançamento, "Michael" vendeu 228 mil cópias, bem abaixo das 400 mil esperadas pela gravadora Sony Music. O lançamento anterior de Jackson, a trilha sonora de "This Is It," estreou como número um nos Estados Unidos, com 373 mil unidades vendidas.
"Michael", ao que tudo indica, é o primeiro de muitos discos póstumos do Rei do Pop. Em dezembro o produtor Teddy Riley revelou à BBC que já está dentro do projeto do próximo álbum. Riley trabalhou com Jackson no disco "Dangerous", de 1991. A Sony tem um acordo de 250 milhões de dólares com os responsáveis pelo espólio do cantor. Dez álbuns devem ser lançados até 2017.

## Antecedentes e Lançamento
Quincy Jones ouviu a versão do Yellow Magic Orchestra durante as sessões de Thriller, e a trouxe para Michael Jackson , que gravou a música, acrescentou uma linha melódica extra e algumas letras extras ao original de Chris Mosdell . Mosdell disse sobre a colaboração, "quando Michael Jackson a pegou, ele a transformou em uma canção de amor sobre uma mulher. Era uma premissa completamente diferente para mim, eu estava falando sobre uma sociedade muito impessoal e socialmente controlada, uma era tecnológica futura , e a máscara representava aquele estado imóvel, sem emoção. Mas ei, eu deixei ele ficar com isso. [2] " Um acordo para compartilhar os royalties igualmente entre Sakamoto, Mosdell e Jackson quebrou quando a administração da Yellow Magic Orchestra discordou e impediu que a música fosse lançada no sexto álbum de estúdio de Jackson, Thriller. Ele permaneceu inédito por 28 anos. [5]
No entanto, como parte do contrato de gravação de 10 álbuns da Sony Music com o Espólio de Michael Jackson, a música foi anunciada para ser lançada no álbum póstumo de Jackson, intitulado Michael . Foi também como um single de rádio nos Estados Unidos, Canadá, França e Japão

## Desempenho nas paradas musicais
| Parada musical (2011)   | Posição |
| ----------------------- | ------- |
| Bélgica - (Ultratop 50) | 24      |